# Ернберг, Сикстен
Э́дди Си́кстен Е́рнберг (швед. Eddy Sixten Jernberg, 6 февраля 1929, Лима, Коппарберг — 14 июля 2012, Мура, Даларна) — шведский лыжник, четырёхкратный олимпийский чемпион, обладатель девяти олимпийских наград, участник трёх Олимпиад, многократный чемпион мира. Специализировался в забегах на марафонские лыжные дистанции. Первый спортсмен, выигравший 9 наград на зимних Олимпиадах.

## Биография
Стал известен в возрасте 20 лет, когда он выиграл чемпионат округа Даларна 1949 года.
Впервые выступил в составе лыжной сборной Швеции в 1954 году на чемпионате мира в Фалуне, завершил карьеру в 1964 году после Олимпийских игр в Инсбруке.
Дважды побеждал в Васалоппет (1955 и 1960).
К зимним Олимпийским играм 1972 в Саппоро, Йернберг зимой 1969-70 был приглашен японскими силами самообороны с целью помочь выбрать трассу для биатлона.

## Подготовка
Сикстен известен своей огромной выносливостью. Сборы команды Швеции он рассматривал, как отпуск. Он ввел очень серьёзную подготовку в Швеции и тренировался на грани самоистязания. Например, он припарковал свой автомобиль в 100 км от тренировочного лагеря и бежал к нему на лыжах. Он не любил пропускать день без тренировки. В одном старте у него была лихорадка и он кашлял кровью, но все равно закончил 50 км гонку. Таким слегка безумным поведением он установил стандарт для будущих поколений шведских лыжников. Так, Гунде Сван признался, что Сикстен был образцом для его подготовки.

Казалось, он (Сикстен) не любил собственное тело и пытался наказать его различными способами— Гунде Сван
.
Его девиз на соревнованиях был: «Стартовать на максимуме и ускоряться».

## Результаты
В период 1952—1954 гг. победил в 134 стартах из 363; в период наивысших успехов в 1955—1960 гг. стартовал 161 раз, победил в 86 гонках.

### Зимние Олимпийские Игры

#### Кортина д’Ампеццо 1956
- 15 км[англ.]: серебро 50.14	(+0.35)
- 30 км[англ.]: серебро 1:44.30 (+0.24)
- 50 км[англ.]: золото 2:50.27	(+1.18)
- 4×10 км[англ.][2]: бронза 2:17.42 (+2.12)

#### Скво-Вэлли 1960
- 15 км: серебро
- 30 км: золото
- 50 км: 5-е место
- 4×10 км: 4-е место

#### Инсбрук 1964
- 15 км: бронза
- 30 км: 5-е место
- 50 км: золото
- 4×10 км: золото

### Чемпионаты мира

#### Фалун 1954
- 30 км: 4-е место
- Эстафета 4 х 10 км: бронза

#### Лахти 1958
- 15 км: 4-е место
- 30 км: бронза
- 50 км: золото
- Эстафета 4 х 10 км: золото

#### Закопане 1962
- 30 км: 10-е место
- 50 км: золото
- Эстафета 4 х 10 км: золото

## Награды
- Svenska Dagbladets guldmedalj[швед.] (вместе с Ларсом Халлом[англ.]) — 1956
- Медаль Хольменколлена[швед.] — 1960
- Mohammed Taher Trophy (награда МОК за вклад в лыжные гонки) — 1965